# Route 230 (Québec)
Pour les articles homonymes, voir Route 230.
La route 230 (R-230) est une route régionale québécoise d'orientation est / ouest située sur la rive sud du fleuve Saint-Laurent. Elle dessert la région administrative du Bas-Saint-Laurent.

## Tracé
La route 230 débute sur la route 132 à La Pocatière et se termine à Saint-Alexandre-de-Kamouraska sur la route 289. Elle est parallèle à l'A-20, au sud de celle-ci, alors que la 132 l'est au nord.

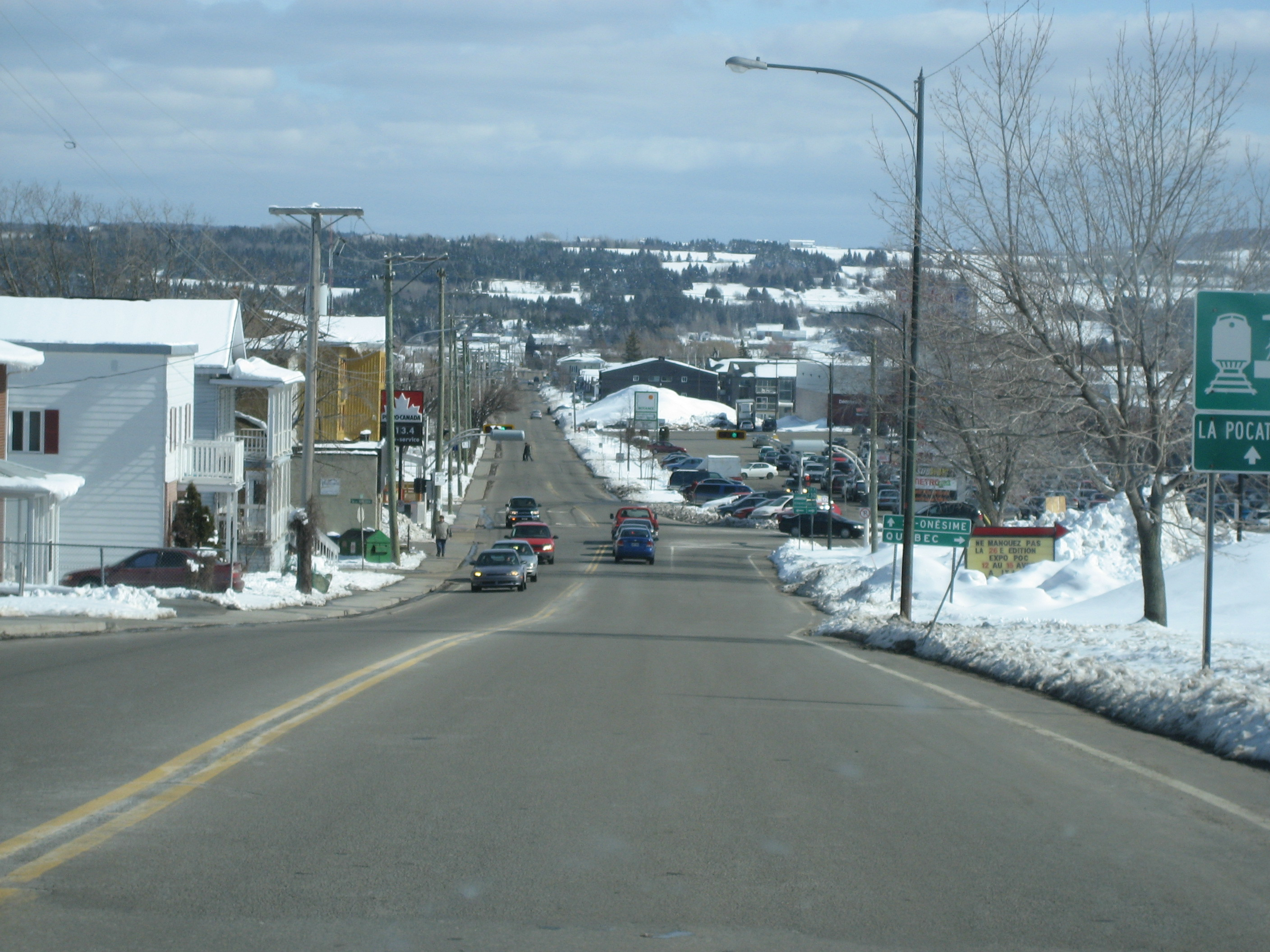
La route 230 débute à La Pocatière, à l'ouest du centre-ville.
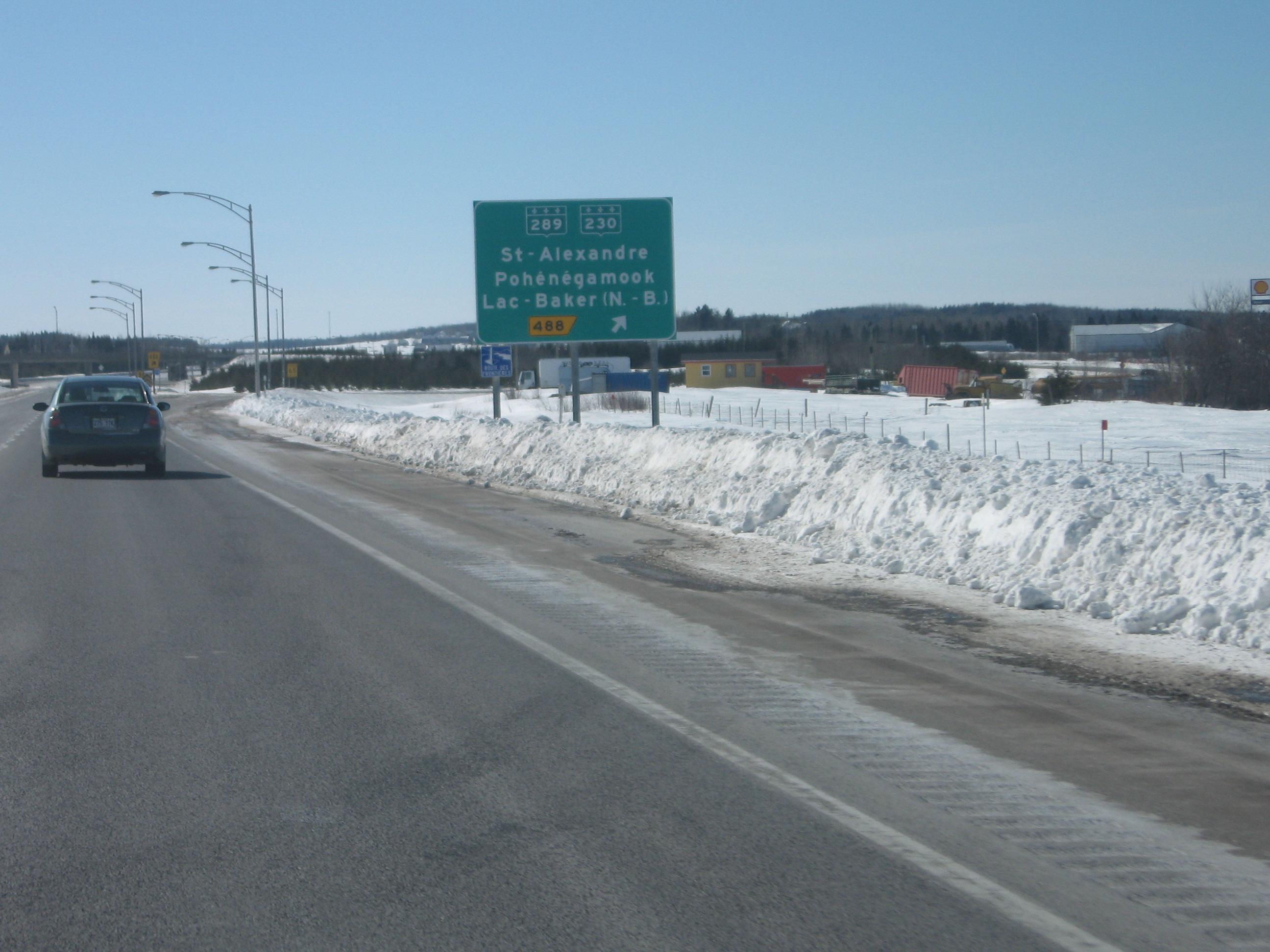
L'extrémité est de la route 230 se situe à son intersection avec la route 289 à proximité de l'A-20.

## Localités traversées (d'ouest en est)
Liste des municipalités dont le territoire est traversé par la route 230, regroupées par municipalité régionale de comté.

### Bas-Saint-Laurent
Kamouraska
- La Pocatière
- Sainte-Anne-de-la-Pocatière
- Rivière-Ouelle
- Saint-Pacôme
- Saint-Philippe-de-Néri
- Saint-Pascal
- Sainte-Hélène-de-Kamouraska
- Saint-André-de-Kamouraska
- Saint-Alexandre-de-Kamouraska

## Intersections majeures
| MRC        | Municipalité                  | km    | Destinations                                     | Notes                |
| ---------- | ----------------------------- | ----- | ------------------------------------------------ | -------------------- |
| Kamouraska | La Pocatière                  | 0,00  | R-132 – Saint-Roch-des-Aulnaies, Rivière-du-Loup |                      |
| Kamouraska | Saint-Philippe-de-Néri        | 21,30 | A-20 – Québec, Rivière-du-Loup                   | Sortie 456 de l'A-20 |
| Kamouraska | Saint-Alexandre-de-Kamouraska | 53,00 | R-289 – Saint-André-de-Kamouraska, Pohénégamook  |                      |
|            |                               |       |                                                  |                      |